# Dino Špehar
Dino Špehar (* 8. Februar 1994 in Osijek) ist ein kroatischer Fußballspieler.

## Karriere

### Verein
Špehar begann in der Jugend seines Heimatvereins NK Osijek mit dem Fußballspielen, dort hatte auch schon sein Vater, der ehemalige kroatische Nationalspieler Robert Špehar, seine Karriere begonnen. In den verschiedenen Jugendmannschaften schoss er mehr als 300 Tore. Im Oktober 2010 unterschrieb Špehar einen Profivertrag über drei Jahre und debütierte am 27. Oktober 2010 im Alter von 16 Jahren in einem Pokalspiel gegen HNK Šibenik in der ersten Mannschaft. Gleich in seinem ersten Einsatz in der 1. HNL, der ersten kroatischen Liga, am 13. November 2010 (15. Spieltag) erzielte er beim 1:1-Unentschieden gegen NK Slaven Belupo Koprivnica seinen ersten Treffer im Profifußball. Danach kam er regelmäßig zum Einsatz und weckte mit seinen guten Leistungen das Interesse verschiedener europäischer Spitzenvereine. Zur Saison 2011/12 wechselte Špehar zum kroatischen Rekordmeister Dinamo Zagreb. Er kam dort in seinem ersten beiden Jahren in nur zwei Ligaspielen zum Einsatz, konnte dennoch am Ende der beiden Spielzeiten die Meisterschaften feiern. Anschließend folgten Ausleihen zu NK Lokomotiva Zagreb und NK Istra 1961, ehe er 2015 fest zu RNK Split wechselte. Von dort ging Špehar Anfang 2017 zu CFR Cluj nach Rumänien. Hier bestritt er kein Spiel und wurde durchgehend verliehen. 2018 ging es weiter zu FK Kukësi und ŠKF Sereď. Bei letzterem Verein spielte er zwei Jahre und wechselte im Sommer 2021 zu NK Olimpija Ljubljana.

### Nationalmannschaft
Špehar spielte von 2008 bis 2015 in diversen Jugendnationalmannschaften Kroatiens und absolvierte 39 Partien, in denen er neun Mal traf. Für die U-17-Nationalmannschaft erzielte er in 13 Spielen acht Treffer, darunter waren sechs Spiele (4 Tore) in der Qualifikation für die U-17-Fußball-Europameisterschaft 2011, in der Kroatien jedoch in der Eliterunde scheiterte.

## Erfolge
- Kroatischer Meister: 2012, 2013
- Albanischer Pokalsieger: 2019